# Петренко Віктор Васильович
Ві́ктор Васи́льович Петре́нко (27 червня 1969, Одеса) — український фігурист, олімпійський чемпіон (чоловіче одиночне катання), триразовий чемпіон Європи, чемпіон світу.

## Біографія
Народився 27 червня 1969 року в Одесі.
Закінчив Одеський державний педагогічний інститут імені К. Д. Ушинського.
Ковзатись почав у п'ятирічному віці, у 12 років уже виконував кілька потрійних стрибків. З 1984 року виступає в любителях («дорослий» спорт). Перші тренери — Галина Іонова і Тетяна Шелаєва. Тренувався також у Галини Змієвської, яка з 1992 року стала ще і його тещею.
Чемпіон Олімпійських ігор (Альбервіль, 1992) та світової першості з фігурного катання.
Після Чемпіонату світу 1992 року Віктор Петренко завершив любительську кар'єру в фігурному катанні, але повернувся в аматорський спорт, щоб брати участь в Олімпійських іграх 1994 року в Ліллехамері, де посів четверте місце.
Нині виступає у професійних шоу та працює тренером.
Живе в Америці з 1995 року (Сімсбері, штат Коннектикут).
Постійний учасник традиційного шоу «Чемпіони на льоду», яке має успіх не лише в Америці та Європі, але й в Азії, зокрема, в Японії.
Віктор Петренко бере участь у заходах, кошти від яких йдуть на благодійницьку допомогу дітям України.
Дружина — Ніна Петренко, донька Галини Змієвської. Подружжя має дочку.
Віктор Петренко: «Кожної відпустки бодай два-три тижні проводжу в Одесі. А коли мені хочеться зануритися в Одеську атмосферу, вирушаю на Брайтон-Біч. Що ж до фігурного катання в Україні… Професійного фігурного катання як не було, так і немає. А в Америці зараз підйом. Але я ніколи не стану американцем».
|  |

## Спортивні досягнення
- У 1984 році виграв юніорський Чемпіонат світу.
- У 1988 році завоював бронзову нагороду Олімпійських Ігор.
- У 1992 році виграв Олімпійські Ігри.

Чемпіонати Європи:
- 1985 рік — 6-е місце
- 1990 рік — 1-е місце
- 1991 рік — 1-е місце
- 1992 рік — 2-е місце

Чемпіонати світу:
- 1985 рік — 9-е місце
- 1989 рік — 6-е місце
- 1990 рік — 2-е місце
- 1991 рік — 2-е місце
- 1992 рік — 1-е місце

## Виступ в Сочі та його наслідки
8 липня 2022 року Віктор Петренко виступив на льодовому шоу в Сочі, попри війну РФ проти України.
10 липня 2022 року Національний олімпійський комітет України засудив Петренка, а Українська федерація фігурного катання видалила на сайті профіль фігуриста. А також опублікувала рішення президії щодо виключення Петренка з членів ГО Української федерації фігурного катання та скасувала його посадові обов'язки віцепрезидента.
8 серпня 2022 року Президент України позбавив В.Петренка державної стипендії, призначеної 28 червня 2022 року.